# Zoquital
Zoquital är en ort i Mexiko.   Den ligger i kommunen Amacuzac och delstaten Morelos, i den sydöstra delen av landet, 100 km söder om huvudstaden Mexico City. Zoquital ligger 1 130 meter över havet och antalet invånare är 136.
Terrängen runt Zoquital är varierad, och sluttar norrut. Runt Zoquital är det ganska glesbefolkat, med 39 invånare per kvadratkilometer. Närmaste större samhälle är Puente de Ixtla, 10,3 km norr om Zoquital. I omgivningarna runt Zoquital växer huvudsakligen savannskog.